# Durispora elaeidicola
Durispora elaeidicola är en svampart som beskrevs av K.D. Hyde 1994. Durispora elaeidicola ingår i släktet Durispora, ordningen Diaporthales, klassen Sordariomycetes, divisionen sporsäcksvampar och riket svampar.   Inga underarter finns listade i Catalogue of Life.